# Phương diện quân Kalinin
Phương diện quân Kalinin (tiếng Nga: Калининский фронт) là một tổ chức tác chiến chiến lược của Hồng quân Liên Xô trong Thế chiến thứ hai.

## Lịch sử
Phương diện quân Kalinin được thành lập ngày 19 tháng 10 năm 1941, theo chỉ thị Stavka vào ngày 17 tháng 10 năm 1941. Biên chế chủ lực ban đầu của phương diện quân gồm các tập đoàn quân 22, 29 và 30. tách ra từ Phương diện quân Tây,
Tháng 5 năm 1942, lực lượng không quân của Phương diện quân Kalinin được tổ chức lại thành Tập đoàn quân Không quân 3, bao gồm 3 sư đoàn tiêm kích, 2 sư đoàn cường kích và một sư đoàn ném bom.

Phương diện quân Kalinin 1941-1943.

Tháng 11 năm 1942, Phương diện quân Kalinin, cùng với Phương diện quân Tây, đã phát động Chiến dịch Sao Hỏa nhằm công kích các tuyến phòng thủ của Đức ở Rzhev / Vyazma. Tập đoàn quân xung kích 3 mới được bổ sung vào biên chế phương diện quân, bắt đầu chiến dịch vào ngày 24 tháng 11 bằng cách tấn công Tập đoàn quân Panzer III của Đức tại Velikiye Luki, và ngày hôm sau, toàn bộ lực lượng của 2 phương diện quân Tây và Kalinin tấn công vào toàn bộ vành đai phòng thủ của mũi đấy nhô Rzhev. Cuộc tấn công có sự tham gia của các tập đoàn quân 41, 22, 39, 31, 20 và 29 từ cả hai phương diện quân. Phương diện quân Kalinin sau đó đã tham chiến Trận Velikiye Luki vào tháng 1 năm 1943. Tập đaòn quân Không quân 3 hỗ trợ cả các hoạt động của phương diện quân tại Rzhev / Sychevka và Velikiye Luki, nhưng sau đó dường như đã được chuyển sang Phương diện quân Tây Bắc một thời gian ngắn để che chở cho đầu cầu Demyansk.
Trong chiến dịch Nevel-Haradok, từ ngày 6 tháng 10 đến 31 tháng 12 năm 1943, biên chế Phương diện quân Kalinin (từ 20 tháng 10 năm 1943 đổi tên thành Phương diện quân Pribaltic 1) bao gồm các tập đoàn quân xung kích 3 và 4, các tập đoàn quân 11 và 43, cộng với tập đoàn quân không quân 3. Binh lực ban đầu của phương diện quân là 198.000 người. Các thiệt hại của phương diện quân lên tới 43.551 người chết và mất tích và 125.351 người bị thương và bệnh tật.
Phương diện quân Kalinin được đổi tên thành Phương diện quân Pribaltic 1 vào tháng 10 năm 1943.

## Lãnh đạo phương diện quân

### Tư lệnh
| STT | Ảnh | Họ tên          | Thời gian sống | Thời gian tại nhiệm            | Cấp bậc tại nhiệm                      | Ghi chú                    |
| --- | --- | --------------- | -------------- | ------------------------------ | -------------------------------------- | -------------------------- |
| 1   |     | I.S. Konev      | 1897 - 1973    | tháng 10, 1941 - tháng 8, 1942 | Thượng tướng (1941)                    | Nguyên soái Liên Xô (1944) |
| 2   |     | M.A. Purkayev   | 1894 - 1953    | tháng 8, 1942 - tháng 4, 1943  | Trung tướng (1940) Thượng tướng (1942) | Đại tướng (1944)           |
| 3   |     | A.I. Yeryomenko | 1892 - 1970    | tháng 4, 1943 - tháng 10, 1943 | Thượng tướng (1941) Đại tướng (1943)   | Nguyên soái Liên Xô (1955) |

### Ủy viên Hội đồng quân sự
| STT | Ảnh                    | Họ tên      | Thời gian sống | Thời gian tại nhiệm             | Cấp bậc tại nhiệm                            | Ghi chú |
| --- | ---------------------- | ----------- | -------------- | ------------------------------- | -------------------------------------------- | ------- |
| 1   | Tập tin:Leonov D S.jpg | D.S. Leonov | 1899 - 1981    | tháng 10, 1941 - tháng 10, 1943 | Chính ủy Quân đoàn (1939) Trung tướng (1942) |         |

### Tham mưu trưởng
| STT | Ảnh                                   | Họ tên           | Thời gian sống | Thời gian tại nhiệm             | Cấp bậc tại nhiệm                     | Ghi chú                    |
| --- | ------------------------------------- | ---------------- | -------------- | ------------------------------- | ------------------------------------- | -------------------------- |
| 1   |                                       | I.I. Ivanov      | 1902 - 1978    | tháng 10, 1941 - tháng 11, 1941 | Thiếu tướng (1942)                    | Trung tướng (1944)         |
| 2   | Tập tin:Журавлёв Евгений Петрович.jpg | Ye.P. Zhuravlyov | 1896 - 1983    | tháng 11, 1941                  | Thiếu tướng (1940)                    | Trung tướng (1943)         |
| 3   |                                       | A.A. Katsnelson  | 1898 - 1972    | tháng 11, 1941 - tháng 12, 1941 | Đại tá (1940)                         | Thiếu tướng (1942)         |
| 4   |                                       | M.V. Zakharov    | 1898 - 1972    | tháng 1, 1942 - tháng 4, 1943   | Thiếu tướng (1940) Trung tướng (1942) | Nguyên soái Liên Xô (1955) |
| 5   |                                       | V.V. Kurasov     | 1897 - 1973    | tháng 4, 1943 - tháng 10, 1943  | Trung tướng (1942)                    | Đại tướng (1948)           |

## Biên chế chủ lực

### 1 tháng 1 năm 1942
- Tập đoàn quân 22
- Tập đoàn quân 29
- Tập đoàn quân 30
- Tập đoàn quân 31
- Tập đoàn quân 39

### 1 tháng 4 năm 1942
- Tập đoàn quân xung kích 3
- Tập đoàn quân xung kích 4
- Tập đoàn quân 22
- Tập đoàn quân 29
- Tập đoàn quân 30
- Tập đoàn quân 31
- Tập đoàn quân 39

### 1 tháng 7 năm 1942
- Tập đoàn quân xung kích 3
- Tập đoàn quân xung kích 4
- Tập đoàn quân 22
- Tập đoàn quân 29
- Tập đoàn quân 30
- Tập đoàn quân 31
- Tập đoàn quân 39
- Tập đoàn quân 41
- Tập đoàn quân 58
- Tập đoàn quân không quân 3

### 1 tháng 10 năm 1942
- Tập đoàn quân xung kích 3
- Tập đoàn quân xung kích 4
- Tập đoàn quân 22
- Tập đoàn quân 39
- Tập đoàn quân 41
- Tập đoàn quân 43
- Tập đoàn quân không quân 3

### 1 tháng 4 năm 1943
- Tập đoàn quân xung kích 3
- Tập đoàn quân xung kích 4
- Tập đoàn quân 22
- Tập đoàn quân 39
- Tập đoàn quân 43
- Tập đoàn quân không quân 3

### 1 tháng 7 năm 1943
- Tập đoàn quân xung kích 3
- Tập đoàn quân xung kích 4
- Tập đoàn quân 39
- Tập đoàn quân 43
- Tập đoàn quân không quân 3